# Cystopteris christii
Cystopteris christii là một loài dương xỉ trong họ Cystopteridaceae. Loài này được Hahne mô tả khoa học đầu tiên năm 1904.
Danh pháp khoa học của loài này chưa được làm sáng tỏ. 